# 배달준
배달준 (裵達俊, 1936년 - )은 조선민주주의인민공화국의 정치인이다. 내각 전(前) 국가건설감독상이며, 조선건축가동맹 중앙위 위원장이다. 최고인민회의 제12기 대의원이다.

## 최고인민회의 대의원
1998년 9월 최고인민회의 제10기 대의원에 선출된 이후, 2003년 제11기 대의원을 지냈다. 2009년 4월 이후 제12기 대의원으로 있다.

## 수훈
2004년 4월 김일성훈장을 받았다.

## 같이 보기
- 조선민주주의인민공화국의 정치